# Сопоставление творчества Мандельштама и Пастернака

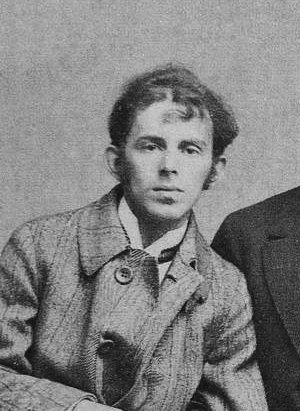
О. Мандельштам

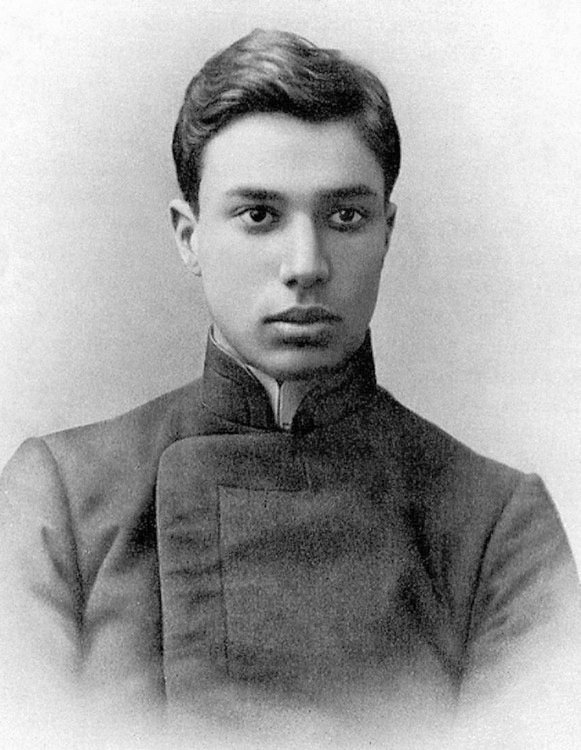
Б. Пастернак

Творчество Осипа Мандельштама и Бориса Пастернака литературными критиками ощущались как взаимосвязанные явления в русской поэзии XX века, а их сравнение неоднократно производилось в литературоведческих исследованиях.
Н. Я. Мандельштам, сравнивая личности поэтов, называла их антиподами, но сосуществовавшими в едином пространстве великой русской поэзии в переломное для России время. Молодость поэтов пришлась на предреволюционные годы, а революция и советская власть решительно повлияли на их судьбы.
Л. Д. Троцкий, оценивая значение художников не с эстетической, а чисто с политической точки зрения, отнёс к «попутчикам» тех писателей непролетарского происхождения, которые приняли советскую власть, но заявляли о своем политическом нейтралитете.
Пастернак и Мандельштам были за дистанцию от официальных структур, но при этом Пастернак пытался оставить себе возможности для диалога с ними, а Мандельштам сознательно шёл к разрыву. Предостерегая от простых оценок их жизненной и творческой позиций, А. Кушнер писал: «Говоря о Мандельштаме и Пастернаке — любимых поэтах — проще всего впасть в ошибку и считать их достоинством сопротивление власти, а виной — прославление её».

## Сопоставление биографий
Исследователь литературы Л. Я. Гинзбург писала о существующем в литературоведении явлении парного восприятия писателей с точки зрения их оппозиции или подобия.
Анна Ахматова для новых знакомых использовала тест: «Что вы предпочитаете? Чай или кофе, собак или кошек, Пастернака или Мандельштама?». Предполагается, что первые варианты выбирают экстраверты, вторые — интроверты. Е. Лесин процитировал этот вопрос в своей статье, где говорит о Пастернаке и Мандельштаме как неразделимых явлениях: «Русские поэты вообще ходят парами. Пушкин и Лермонтов. Тютчев и Фет. Есенин и Маяковский. Ахматова и Цветаева. Евтушенко и Вознесенский. Ну и Пастернак с Мандельштамом».
29 января/10 февраля 1890 г. в Москве родился Борис Пастернак.
2/14 января 1891 г. в Варшаве родился Осип Мандельштам.
Критик Михаил Эпштейн на основе фонетического анализа по слогам фамилий Па-стер-нак и Ман-дель-штам писал про поэтов, что они «тяготеют друг к другу, просятся в сравнение — сами фамилии их накрепко притянуты и зарифмованы точной ассонансной рифмой (а — е — а)». Но несмотря на общую для Пастернака и Мандельштама «укорененность в еврейской духовной традиции», Эпштейн считал, что по факту семейного происхождения истоками их творчества в русской литературе стали два разных религиозно-философских течения, распространённые среди евреев Российской империи к началу XX века — хасидизм и талмудизм (родители Пастернака были выходцами из Одессы — южных областей расселения евреев России, а семья не очень удачливого торговца Э. Мандельштама происходила из северо-западной зоны расселения, из района Риги и Вильно).
Л. Я. Гинзбург писала, что в творчестве Мандельштама «еврейское начало сознания, переплетаясь с другими», естественным образом стало «формотворческим». Пастернак же «стеснялся» своего еврейства, считая себя «ограниченным в своём праве быть выразителем русской духовной жизни».
Пастернак и Мандельштам вступили на поэтический путь в годы, ознаменовавшиеся кризисом символизма и возникновением новых течений — акмеизма и футуризма, но литературовед А. Ю. Сергеева-Клятис отмечает различие их творческих путей: «Пастернак отталкивался от футуризма, а Мандельштам постепенно вырастал из символизма». Ю. Н. Тынянов в статье «Промежуток» (1924) писал о «видимой близости» поэтов.
Неразрывность их имен в поэтическом процессе обыграна И. Сельвинским, который даже в полемическом каламбуре поставил рядом термины «пастернакипь» и «мандельштамп».
Профессор В. П. Зинченко, обращаясь к творчеству поэтов с позиций культурно-исторической психологии, отметил, что во времена, когда не было четкого разграничения в гуманитарных сферах деятельности, «замечательные поэты Б. Л. Пастернак и О. Э. Мандельштам были широко образованы и в философии, и в научном знании» и одинаково оценили опасность послереволюционного пренебрежения духовным и личностным развитием во имя развития «функционального».
Именно ссылками на Мандельштама и Пастернака сопроводила М. И. Цветаева, написавшая в 1932 г. во Франции эссе «Поэт и время», своё утверждение, что поэт, даже оставаясь в России, по сути эмигрант: «… Эмигрант Царства Небесного и земного рая природы… Эмигрант из Бессмертья в время, невозвращенец в своё небо».
Филолог и литературовед, действительный член РАН Сергей Аверинцев провёл детальное изучение сравнения творчества Мандельштама и Пастернака. В своём исследовании «Пастернак и Мандельштам. Опыт сопоставления» Сергей Сергеевич отмечает, в первую очередь, следующую интересную особенность: в первых стихотворениях Мандельштама присутствует очень чёткий и скупой подбор слов, в то время как начальная поэзия Пастернака перенасыщена словами, которые «бросаются в глаза». В другом труде, С. Аверинцев, исследуя во взаимосвязи манифесты русских неоромантических течений, противопоставляет Пастернаку, «живущему среди вещей своего века» и творчеством преодолевающему «дистанцию между бытом и бытием», Мандельштама, смотрящего на конкретности с огромной дистанции, как на курьёзы, растворяющиеся в «интеллектуальной эмоции удивления» сущностью. В докладе о локальных и общекультурных парадигмах ленинградской и московской творческой интеллигенции, он говорил о «питерце» Мандельштаме и москвиче Пастернаке. Л. Я. Гинзбург отмечала, что оба поэта выражали сознание интеллигента, но Пастернак — «приемлющего интеллигента», а Мандельштам — «интеллигента в состоянии самозащиты».
Литературовед, кандидат филологических наук А. Жолковский, рассматривая восприятие литературоведами (после смерти Сталина) российских нонконформистских классиков, в том числе, Мандельштама и Пастернака, отмечает характерные представления «их то невинными жертвами режима, то его умудренными и проницательными критиками, вынужденными к неприятным компромиссам с ним, но тем не менее никак не затронутыми его тлетворной идеологией».
Прозаик и литературный критик, лауреат Государственной премии РСФСР имени братьев Васильевых Д. Данин называл поэтов-погодков «соперниками-соратниками в наших душах», которым эпоха отпустила разные сроки жизни, но «ад у них был общий…».
По мнению искусствоведа Е. С. Левитина отношения Пастернака с Мандельштамом «определялись как драматизмом эпохи, так и тем, что оба представляли разные поэтические системы, будучи при этом самыми большими, вероятно, русскими поэтами послеблоковской эпохи».
И. Эренбург в 1921 году, разделяя поэтов того времени по их отношению к революции, отнес и Мандельштама, и Пастернака к «промежуточной» группе.
А. Жолковский писал про «хронологически нестройный унисон двух великих поэтов по вопросу о сталинизме 1930-х годов». Различие в установках на готовность поэтов к компромиссу с реальностью эпохи «великого перелома» проявилось в стихах, в заочном поэтическом диалоге — Пастернака, следовавшего «прагматичным умеренным курсом на выживание со всеми сообща и заодно с правопорядком», и Мандельштама, готового «отдать гораздо больше (вплоть до собственной жизни…) за гораздо менее верные шансы на сохранность».
При подготовке к созданию Союза советских писателей и Пастернак, и Мандельштам были включены в номенклатурный список, подготовленный для Сталина (в той его части, где перечислялись 58 «беспартийных писателей»).
Но «самый большой писатель в Советском Союзе был писатель запрещённый». Поиски компромисса обернулись для Мандельштама гибелью в лагере, а для Пастернака — годами молчания и остракизма.
|                                                                | Пастернак | Мандельштам |
| -------------------------------------------------------------- | --- | --- |
| Школьные годы                                                  | 1901 — 1908 — Пятая гимназия в Москве | 1900 — 1907 — Тенишевское училище в Петербурге |
| Поездки в Европу                                               | 1905 — 1906 — Германия 1912 — Германия (Марбург), Венеция | 1907 — 1910 — Париж, Германия (Гейдельберг), Швейцария, Италия |
| Университетское образование                                    | 1908 — поступил в Московский университет на юридическое отделение историко-филологического факультета 1912 — участвовал в философском семинаре в Марбурге и отказался от предложения продолжить философскую карьеру в Германии 1913 — успешно сдал выпускные экзамены по философскому отделению историко-филологического факультета | 1909 — 1910 — два семестра изучал философию и романские языки в Гейдельберге 1911 — поступил в Петербургский университет на романо-германское отделение филологического факультета 1917 — завершил учёбу в университете, но не стал сдавать выпускные экзамены |
| Первые публикации стихов                                       | 1913 — коллективный сборник группы «Лирика» (пять стихотворений, в том числе, «Февраль. Достать чернил и плакать!…» | 1910 — «Аполлон», № 9 («Дано мне тело — что мне делать с ним,…») |
| Первые книги                                                   | 1913 — «Близнец в тучах» 1917 — «Поверх барьеров» | 1913 — «Камень» 1916 — расширенное вдвое переиздание «Камня» |
| В начале войны с Германией                                     | 1914 — имевший белый билет «по укорочению сломанной в детстве ноги» Пастернак хотел записаться в добровольцы | 1914 — освобожденный от мобилизации «по сердечной астении» Мандельштам пытался завербоваться в санитарный поезд |
| Личное знакомство                                              | 1922 | 1922 |
| Женитьба                                                       | 1922 — на художнице Евгении Владимировне Лурье | 1919 — на ученице известной художницы А. А. Экстер — Надежде Яковлевне Хазиной |
| Новые книги — этапы                                            | 1922 — «Сестра моя жизнь» | 1922 — «Tristia» |
| «Попутчики»                                                    | В августе 1922 г. Пастернак был вызван к Троцкому для разговора о литературе | 10 сентября 1922 г. Троцкий запросил редактора «Красной Нови» А. Воронского о деятельности Мандельштама |
| О возможности «труда со всеми сообща и заодно с правопорядком» | 1925 — «Культурной революции мы не наблюдаем, мне кажется, мы переживаем культурную реакцию. Наличия пролетарской диктатуры недостаточно, чтобы сказаться в культуре». | 1922 — «Это их дело, оно нам всегда ненавистно и мы им ненавистны, но мы не можем с ними бороться, — бороться с ними всё равно, что бороться с поездом, напротив, нам нужно чувствовать так, что они нам служат».                                              |
| Прощание с Лениным                                             | 24 января 1924 г. Пастернак и Мандельштам стояли в общей многочасовой очереди в траурной процессии к гробу В. И. Ленина | 24 января 1924 г. Пастернак и Мандельштам стояли в общей многочасовой очереди в траурной процессии к гробу В. И. Ленина |
| Автобиографические очерки встреч и путей                       | 1929 — «Охранная грамота» | 1925 — «Шум времени» |
| Нервный срыв                                                   | 1932 — пытался отравиться (из-за невозможности разрешить семейные проблемы) | 1934 — сосланный в Чердынь, выпрыгнул из окна второго этажа больницы |
| «Внимание» вождя                                               | Июнь 1934 г. — разговор со Сталиным о судьбе Мандельштама и «о жизни и смерти» | Июнь 1934 г. : «Кто дал им право арестовать Мандельштама? Безобразие…» — резолюция Сталина на письме Бухарина |
| «Попытка жить думами времени и ему в тон»                      | 1935 — обращенные к Сталину стихи: «Мне по душе строптивый норов…» и «Я понял: все живо…» | 1937 – «Ода Сталину»: «… Художник, помоги тому, кто весь с тобой, / кто мыслит, чувствует и строит…» |
| Вектор перемен                                                 | 31.08. 1956 — отдел ЦК КПСС по связям с зарубежными компартиями предпринимает… меры, чтобы предотвратить издание «Доктора Живаго» за рубежом | 06.08. 1956 — Н. Я. Мандельштам извещена о прекращении дела об антисоветской агитации и посмертной реабилитации её мужа О. Э. Мандельштама |

Исследователи по-разному отвечают на вопрос, почему так непохоже сложилась судьба поэтов, «почему, несмотря на равенство талантов, один из них умер в заключении, а другой был обласкан властями, стал Нобелевским лауреатом и умер собственной смертью?»
Мандельштам умер от истощения 27 декабря 1938 года в пересыльном лагере под Владивостоком. Место его захоронения осталось неизвестным.
Пастернак умер 31 мая 1960 года в своем доме в Переделкине и похоронен на местном кладбище, в присутствии многочисленных поклонников и друзей.
О. Седакова писала, что «век гонимых поэтов кончается со смертью Пастернака и Ахматовой. Это было гонение на творческую культуру, вероятно, не имеющее прецедентов. Ведь все эти авторы, ставшие символическими лицами столетия, — свидетели, мученики своего искусства. Но могли ли они сами сказать, за какое свидетельство они принимают муки?» и ответила следующими цитатами:
О. Э. Мандельштам «За гремучую доблесть грядущих веков…» (1931):
За гремучую доблесть грядущих веков,

За высокое племя людей

Я лишился и чаши на пире отцов,

И веселья, и чести своей.

Мне на плечи кидается век-волкодав…
Б. Л. Пастернак «Гефсиманский сад» (1949):
Ты видишь, ход веков подобен притче

И может загореться на ходу.

Во имя страшного её величья

Я в добровольных муках в гроб сойду.

… Ко Мне на суд, как баржи каравана,

Столетья поплывут из темноты...
Схема биографических и творческих пересечений поэтов широко исследована литературоведами, «но остаются в этих пересечениях слепые пятна, нерасшифрованные и неразгаданные».

## Два дела о стихотворениях
В архивах сохранились следственные дела обоих поэтов, в которых с интервалом в четверть века в качестве обвинительных доказательств использовались стихотворения, неофициально переданные ими гласности.
В Центральном архиве ФСБ хранится следственное дело О. Э. Мандельштама (Р-33487) на 32 листах. На допросе 18 мая 1934 года Мандельштаму был предъявлен текст стихотворения «Мы живем под собою не чуя страны…». В протокол, заверенный подписью «С моих слов верно. Мною прочитано. О. Мандельштам», внесено признание в его авторстве и чтении знакомым. Следствие посчитало, что это достаточно для обвинения поэта «в составлении и распространении контрреволюционных литературных произведений». Предъявленное обвинение засвидетельствовано; «Следствие по поводу моих стихотворений считаю правильным. Поскольку других обвинений в какой бы то ни было формулировке мне не было предъявлено, считаю следствие, не зная за собой другой вины, правильным. О. Мандельштам».
В Государственном архиве РФ хранится открытое Генеральным прокурором Р. А. Руденко 20 февраля 1959 года дело «Представление Генерального Прокурора СССР в ЦК КПСС по делу Пастернака и материалы к нему» на 86 листах. В описи дела под № 7 отмечено стихотворение «Нобелевская премия». 12 февраля 1959 года председатель КГБ А. Н. Шелепин доложил в ЦК КПСС об опубликованном 11 февраля в английской газете Daily Mail стихотворении, в котором Пастернак «с враждебных позиций изображает свое положение после присуждения Нобелевской премии». Вызванный на допрос к Р. А. Руденко поэт признал, что передача стихотворения зарубежному корреспонденту «роковая неосторожность, которая справедливо может быть расценена как двурушничество» и был предупреждён о возможной уголовной ответственности. Протокол засвидетельствован: «Протокол мной прочитан, ответы с моих слов записаны правильно. Б. Пастернак».

## Взгляды на смерть
Философ и поэт В. Рабинович, исследуя психологический феномен восприятия смерти поэтами XX века, сопоставляет личный творческий опыт Мандельштама, Пастернака и М. Цветаевой, так как, по его мнению, поэт «в момент высшего сосредоточения всех своих жизненных сил в перспективе смертного мига должен быть понят как формообразователь культуры, гармонизирующий предкультурный хаос в творческом акте созидания — в произведении».
И Мандельштам, и Пастернак смотрели на смерть через призму своего отношения к искусству.
Мандельштам писал: «Смерть художника не следует выключать из цепи его творческих достижений, а рассматривать как последнее, заключительное звено… Она… служит как бы источником этого творчества…». Для творчества Мандельштама характерны мысли о том, «как свою конечную, ограниченную датой рождения и датой смерти, жизнь приобщить к вечности»:
…Неужели я настоящий,
И действительно смерть придет?…
…Когда б не смерть, то никогда бы
Мне не узнать, что я живу…
Поставленный в нечеловеческие условия жизни Мандельштам был уверен в том, что он принесёт «к порогу небытия, с чем придет и что предъявит. И тогда вновь — от смерти к жизни»:
…На стекла вечности уже легло
Мое дыхание, мое тепло…
Герой Пастернака в романе «Доктор Живаго» говорит «… искусство …неотступно размышляет о смерти и неотступно творит этим жизнь…». Сознавая, что отпущенное поэту земное время не бесконечно, Пастернак предпочитает «жить стихом». Кажущаяся отстраненность от жизни прикрывала его постоянный духовный труд:
…Не спи, не спи, художник,
Не предавайся сну.
Ты – вечности заложник
У времени в плену.
Пастернак стремился к естественности и классической и «неслыханной» простоте
...Нельзя не впасть к концу, как в ересь,
В неслыханную простоту
Но мы пощажены не будем,
Когда её не утаим...
Пастернак считает возможным для поэта живущего своим предназначением « у времени в плену», победить смерть — «казенную землемершу», чтобы провидческий голос умершего поэта звучал «нетронутый распадом»:
… Смерть можно будет побороть
Усильем Воскресенья.

## В квартете поэтов
Иосиф Бродский заметил, что в эпохи кризисов появляются три-четыре разнящихся по темпераментам поэта, «на которых как бы налагается провиденциальная обязанность говорить за тех, кто в эти времена говорить не может». Он выделил великую четвёрку поэтов России начала двадцатого века и различил их по известным темпераментам: Ахматова — флегматик, Пастернак — сангвиник, Мандельштам — меланхолик, и Цветаева — холерик.
В. А. Каверин, рассказывая о ранжировании современных ему российских литераторов XX века по «гамбургскому счёту», поставил — вопреки существовавшей официальной оценке их творчества — именно этот квартет поэтов на высший «чемпионский» уровень.

### «Нас четверо»

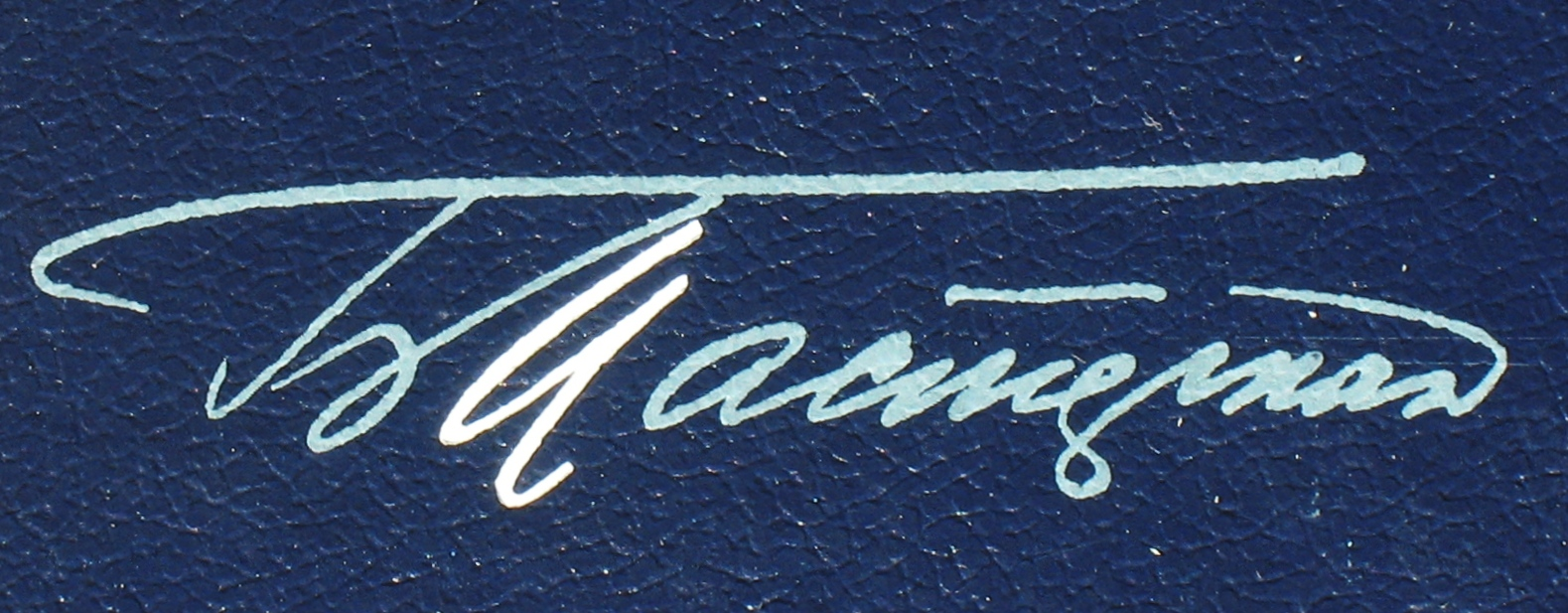
Автограф Пастернака

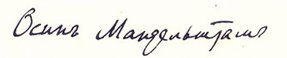
Автограф Мандельштама

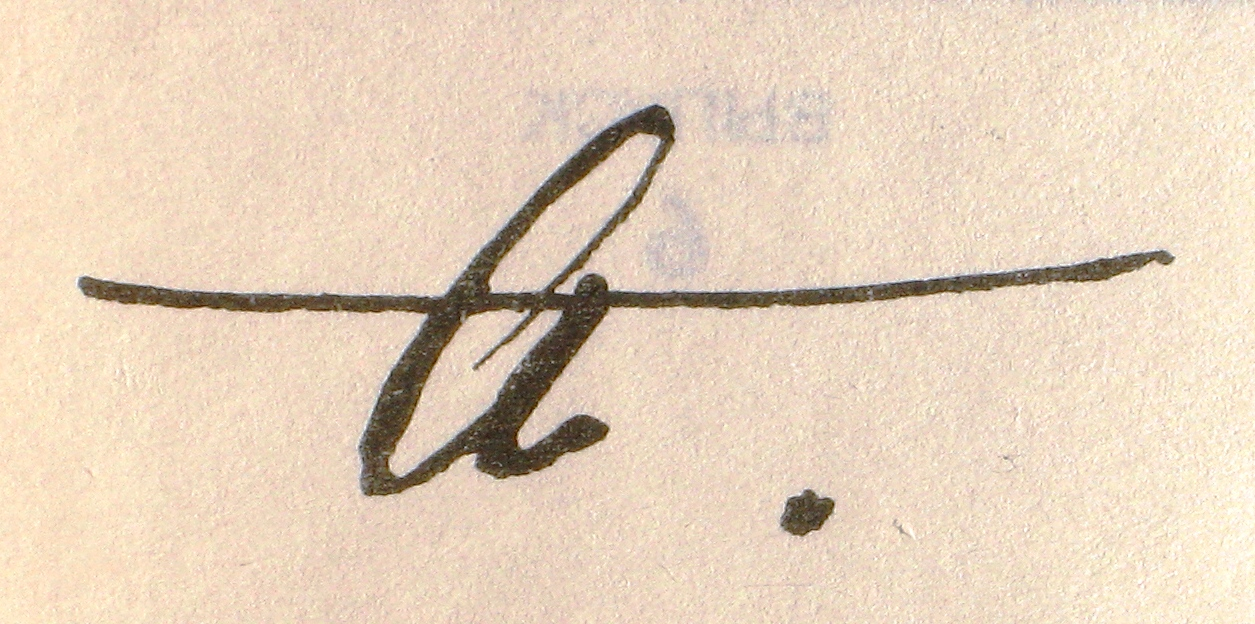
Автограф Ахматовой

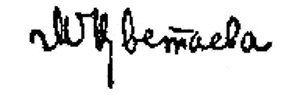
Автограф Цветаевой

В 1934 году М. И. Цветаева, сравнивая современных ей поэтов «по совершенству их лирической особости», выделяла троих — Ахматову, Мандельштама и Пастернака, «родившихся сразу с собственным словарем и максимальной оригинальностью».
В 1960-е годы А. А. Ахматова на вопрос, кто лучше — Пастернак, Мандельштам или Цветаева, ответила: «Мы должны быть счастливы, что жили в одно время с тремя великими поэтами». Своему стихотворению «Нас четверо» (1961), она предпослала три эпиграфа — из строк Мандельштама, Пастернака и Цветаевой, обозначив круг авторов, составивших «квартет поэтов».

### Посвящения М. И. Цветаевой
Мандельштам познакомился с Цветаевой летом 1915 года в Коктебеле. Общение продолжилось в 1916 году во время приездов Цветаевой в Петербург и Мандельштама в Москву. Под впечатлением знакомства поэт посвятил Марине Цветаевой три стихотворения — "На розвальнях, уложенных соломой, «Не веря воскресенья чуду», «В разноголосице девического хора»:
… Целую кисть, где от браслета

Еще белеет полоса.

Тавриды пламенное лето

Творит такие чудеса.

Не веря воскресенья чуду (1916)
Пастернак впервые встретился с Цветаевой в Москве весной 1918 года. В 1922 году редкие встречи перешли в «эпистолярную дружбу — любовь». В 1926 году он написал ей стихотворения — акростих с именем Марины Цветаевой — «Посвященье» («Мельканье рук и ног, и вслед ему») и «Не оперные поселяне», а в 1928 году — «Ты вправе, вывернув карман».
В декабре 1943 года в стихотворении «Памяти Марины Цветаевой» поэт писал:
… Что сделать мне тебе в угоду?

Дай как-нибудь об этом весть.

В молчаньи твоего ухода

Упрек невысказанный есть…

### Посвящения А. А. Ахматовой
Знакомство Мандельштама с А. А. Ахматовой состоялось в 1911 году в Петербурге на «башне» у В. И. Иванова. Первые посвящённые ей строки датированы 1914 годом: «Вполоборота, о печаль, На равнодушных поглядела». К 1917—1918 годам относятся обращённые к Ахматовой стихотворения Мандельштама — «Кассандре», «Твоё чудесное произношенье…» и другие:
…Когда-нибудь в столице шалой

На скифском празднике, на берегу Невы

При звуках омерзительного бала

Сорвут платок с прекрасной головы…

Кассандре (декабрь 1917)
Первая встреча Пастернака с А. А. Ахматовой произошла в январе 1922 года в Петербурге. Через несколько месяцев он охарактеризовал основную черту Ахматовой словами: «Чистота внимания. Она напоминает мне сестру». В 1928 году Пастернак посвятил Ахматовой стихи:
…Мне кажется, я подберу слова,

Похожие на вашу первозданность.

А ошибусь, — мне это трын-трава,

Я все равно с ошибкой не расстанусь…
Пастернак сохранил до конца жизни дружеские отношения с Ахматовой, которая откликнулась на смерть поэта стихами: «Умолк вчера неповторимый голос…»

### Взаимоотношения поэтов
С начала 1920-х годов поэты наблюдали за творчеством друг друга, переписывались, надписывали изданные книги. Ахматова в «Листках из дневника» приводит слова Мандельштама о Пастернаке: «Я так много думал о нём, что даже устал». В 1928 году Мандельштам написал: «Стихи Пастернака почитать — горло прочистить, дыхание укрепить, обновить легкие… У нас сейчас нет более здоровой поэзии».
В 1929 году Пастернак выступал на стороне Мандельштама, незаслуженно обвиненного в плагиате, с надеждой урегулировать развязанный Д. Заславским скандал. Понимая, что в год великого перелома и расцвета критики и самокритики полное оправдание Мандельштама немыслимо, Пастернак предлагал, чтобы тот признал «свою моральную ответственность перед автором перевода», но Мандельштам, уверенный в своей правоте, даже не явился на заседание конфликтной комиссии:

…Мандельштам превратился для меня в совершенную загадку, если не почерпнет ничего высокого из того, что с ним стряслось в последнее время. В какую непоучительную, неудобоваримую, граммофонно-газетную пустяковину превращает он это дареное, в руки дающееся испытанье, которое могло бы явиться источником обновленной силы и вновь молодого, нового достоинства, если бы только он решился признать свою вину, а не предпочитал горькой прелести этого сознанья совершенных пустяков, вроде «общественных протестов», «травли писателей» и т. д. и т. п.

Между ними не было личной дружбы. З. Н. Пастернак вспоминала: «Как-то Мандельштам пришёл к нам на вечер… Были грузины, Н. С. Тихонов, много читали наизусть Борины стихи… Но Мандельштам перебил и стал читать одни за другими свои стихи… Он был… самолюбив и ревнив к чужим успехам. Дружба наша не состоялась, и он почти перестал у нас бывать».

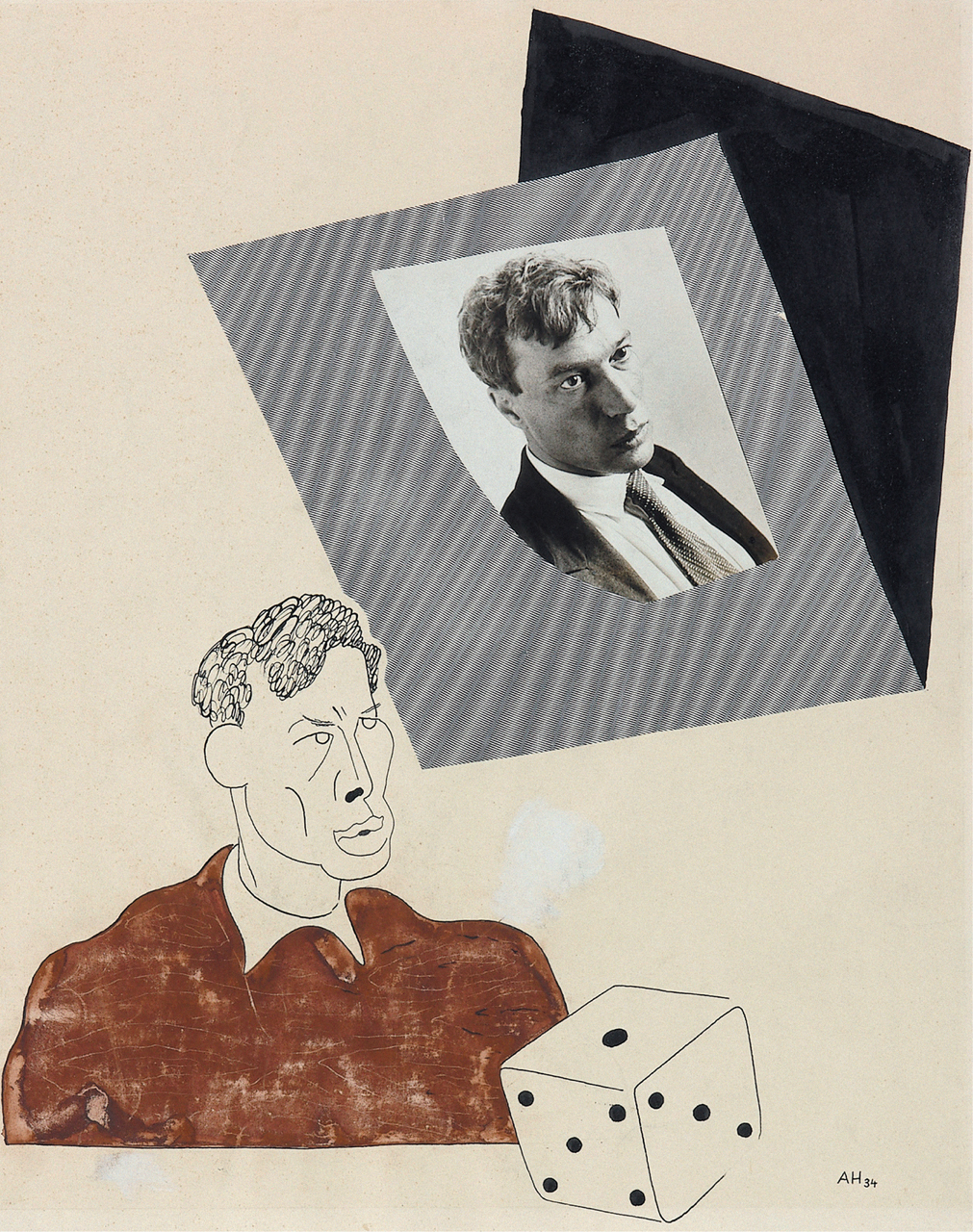
Б. Пастернак (1934)

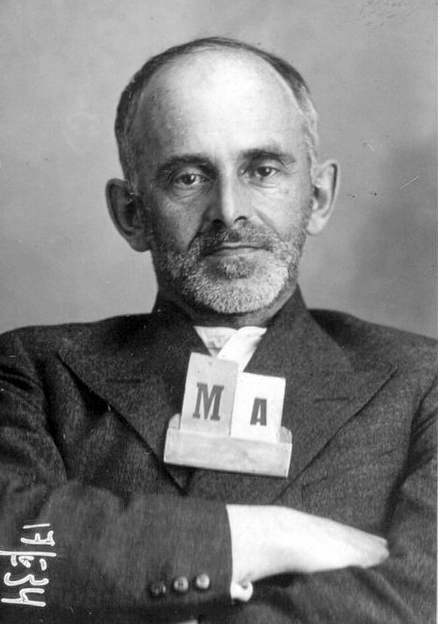
О. Мандельштам после ареста в 1934 году

Наталья Иванова писала, что Пастернак в отличие от Мандельштама «не был антисталинистом». Мандельштам прочел Пастернаку своё стихотворение о Сталине («Мы живем под собою не чуя страны…»), но не назвал его имя в числе других посвященных, включенных им в протоколы допроса, после ареста в мае 1934 года за «контрреволюционный пасквиль».
Несмотря на кажущуюся уклончивость ответов Пастернака в известном разговоре со Сталиным о его дружбе с Мандельштамом и как бы ни толковали этот разговор, тем не менее, остаются фактами истории обеспокоенность и прямое участие Пастернака в судьбе друга-поэта.
26 января 1946 года Пастернак, погружённый в замысел романа «о всей нашей жизни», писал Н. Я. Мандельштам: «Я знал всегда, что для настоящей ноты, нравственной и артистической, мало прижизненного поприща, и этот прицел охватывает более далёкий круг… мне больше нельзя оставаться и тем, что я есть, и как мне недостаёт сейчас Осипа Эмильевича, он слишком хорошо понимал эти вещи, он именно и сгоревший на этом огне!»

## Мандельштам, Пастернак и музыка
Музыковед, профессор Л. Л. Гервер, исследуя музыкальную мифологию русских поэтов первых десятилетий XX века, обращается к творчеству Пастернака и Мандельштама, с детства погруженных в мир музыки.
Как и другие поэты — модернисты, Мандельштам и Пастернак постоянно возвращались к музыке, «подчеркивая связь своего творчества с „высшим из искусств“». В «Письме о русской поэзии» Мандельштам писал о проявлении в творчестве поэта М. А. Кузмина традиций европейской культуры, «поскольку она стала музыкой от „Концерта“ в Palazzo Pitti Джорджоне до последних поэм Дебюсси».
Они наделяли музыкальными именами как сами произведения, так и их свойства: обычные слова музыкального лексикона оказывались в непривычном, даже невероятном для них контексте". В стихотворении Пастернака «Бетховен мостовых» неожиданно «сонаты кандалы повлек по площади Бетховен».
При этом, если в творчестве Пастернака звучит «музыка человека», знакомая с детства и чувственно воспринимаемая:
Годами когда-нибудь в зале концертной
Мне Брамса сыграют, - тоской изойду…
то для Мандельштама характерно звучание как «музыки человека», так и musica mundana — «музыки мира», гармонии сфер:
…И подумал: зачем будить
Удлинённых звучаний рой,
В этой вечной склоке ловить
Эолийский чудесный строй?
У Мандельштама в ряду творцов гармонии «и Шуберт на воде, и Моцарт в птичьем гаме». Перечни имён композиторов, встречающихся в поэзии Мандельштама и Пастернака, практически совпадают. Некоторых из них поэты обожествляют и мифологизируют.
Пастернак с детства боготворил Скрябина («…Дорогой из гимназии имя Скрябина, все в снегу, соскакивает с афиши мне на закорки. Я на крышке ранца заношу его домой, от него натекает на подоконник…») и писал о нём в поэме «Девятьсот пятый год»:
…Скрябин.
О, куда мне бежать
От шагов моего божества!
Мандельштам в «Оде Бетховену» обращается к композитору:
…О, Дионис, как муж, наивный
И благодарный, как дитя!...
Тебе в пророческом весельи
Огнепоклонники поют;
Огонь пылает в человеке,
Его унять никто не мог.
Тебя назвать не смели греки,
Но чтили, неизвестный бог!
Музыкальные инструменты волей поэтов то оживают, то умирают. В «Египетской марке» Мандельштама рояль — это «умный и добрый комнатный зверь с волокнистым деревянным мясом, золотыми жилами и всегда воспаленной костью. Мы берегли его от простуды, кормили легкими, как спаржа, сонатинами…». У Пастернака то «рояль дрожащий пену с губ оближет», то висит «созвучьем Скорпиона трезубец вымерших гитар», а иногда инструментом становится сама стихия: «Степь, как архангел, трубила в трубу…»
Оба поэта использовали музыкальные «образы музицирующей природы» — стихии, приемы музыкальной «инструментовки» пространства и необычные, порой магические, свойства музыкальных инструментов, участвующие в создаваемой ими звуковой картине мира, так как, по словам Мандельштама («Век»):
…Чтобы вырвать век из плена,
Чтобы новый мир начать,
Узловатых дней колена
Нужно флейтою связать…

## Мандельштам, Пастернак и Грузия
В жизни и творчестве русских поэтов разных поколений всегда прослеживался интерес к Грузии:

Русскую поэзию — от Пушкина и Лермонтова до Пастернака и Мандельштама — привлекала в Грузии естественная связь природы и традиционного феодального, в меру экзотического быта, но не в последнюю очередь сам ландшафт — необычное для равнинного русского жителя сочетание камня и растительности, вертикалей и горизонталей…

Оба поэта не раз бывали в Грузии. Причина была не только в стремлении открыть новый для себя мир, хотя Н. Иванова и отмечает, что «у Мандельштама и Пастернака прослеживается тяга к расширению знакомства — географического, климатического, культурного, литературного, человеческого». Всякий раз поездки были связаны с потребностью смены удушающей обстановки и, даже, выживания:

Теснейшие дружественные связи между грузинскими и русскими поэтами общеизвестны. Не случайно в годы подавления советским режимом любого проявления творческой независимости Грузия притягивала таких мастеров, как Пастернак, Мандельштам…

Оба под обаянием национального колорита и культуры страны полюбили и переводили грузинских поэтов. Им принадлежат первые переводы на русский язык поэм Важа-Пшавела: «Гоготур и Апшина» — Мандельштам, 1921 г., «Змееед» — Пастернак, 1934 г. Пастернак перевел и все сохранившиеся стихотворения Николо Бараташвили.
Первым из двоих осенью 1920 года, после ареста врангелевской контрразведкой в Крыму, в Грузии оказался Мандельштам. Первый приезд поэта начался с его ареста береговой охраной меньшевистского правительства по подозрению в шпионаже. Освободили известного (по публикациям) петербургского поэта по инициативе молодых грузинских лириков Т. Табидзе, и Н. Мицишвили. Удивленный и обрадованный своей известностью в Грузии, Мандельштам выступал с чтениями своих стихов в Батуми и Тифлисе.
Во второй приезд в 1921 году дружеские встречи с поэтами-символистами Тициан Табидзе и Паоло Яшвили, временами перерастая в яростные споры, закончились ссорой из-за резких упреков Мандельштама в их адрес за преклонение перед французскими поэтами в ущерб национальным истокам:

Сейчас в Грузии стоном стоит клич: "Прочь от Востока на Запад! Мы не азиаты — мы европейцы… Молодая грузинская поэзия… с Паоло Яшвили и Тицианом Табидзе во главе… почитаются верховными судьями в области художественной… Воспитанные на раболепном преклонении перед французским модернизмом, к тому же воспринятым из вторых рук через русские переводы, они ублажают себя и своих читателей дешевой риторической настойкой…

Третья пребывание Мандельштама в Грузии совпало с поездкой в 1930 году в Армению.

Пастернак — автор «Доктора Живаго»

Пастернак впервые приехал в Грузию в 1931 году по приглашению П. Яшвили, с которым познакомился ещё в Москве. Пастернак сошелся в Тифлисе с современными поэтами и художниками. Годы знакомства с ними, с грузинской поэзией, культурой и страной в целом составили одну из самых светлых страниц его жизни. Поэты Т. Табидзе и П. Яшвили стали главными героями стихотворного цикла «Из летних записок», посвященного «Друзьям в Тифлисе»:
Ни разу властью схем
Я близких не обидел,
В те дни вы были всем,
Что я любил и видел.
Позднее, вспоминая долгие прогулки с Паоло и чтение тем своих стихов, Пастернак добавил сюда ещё одну строфу:
Не зная ваших строф,
Но полюбив источник,
Я понимал без слов
Ваш будущий подстрочник..
Ощущение счастья и радости встреч с друзьями сопутствовало Пастернаку и в последующие приезды в Грузию.